# Eva Mameli Calvino
Eva Mameli Calvino, nome completo Giuliana Luigia Evelina Mameli (Sássari, 12 de fevereiro de 1886 – Sanremo, 31 de março de 1978), foi uma botânica, naturalista, pesquisadora e professora universitária italiana. 
Foi a primeira mulher a obter a livre docência em botânica em uma universidade italiana. Apreciadora dos desafios científicos e civis, Eva recebeu a medalha de prata da Cruz Vermelha e a medalha de bronze do Ministro do Interior por sua atuação durante a Primeira Guerra Mundial. Era mãe do escritor Italo Calvino.
Foi pioneira ao inserir o cultivo de palmeiras, kiwis e toranjas na Itália na década de 1920.

## Biografia
Eva nasceu em Sássari, em 1886. Era filha de Giovanni Battista Mameli, um alto oficial dos Carabinieri, e Maria Maddalena Cubeddu. Sua avó materna, Maddalena Spano, era irmã do Cônego Giovanni Spano (1803-1878), considerado o pai da arqueologia sarda, e oriunda de Ploaghe. Eva era a irmã mais nova do químico Efisio Mameli.
Em 1903, em Cagliari, obteve o diploma no Instituto Técnico Pietro Martini e, no mesmo ano, matriculou-se na Faculdade de Ciências da Universidade de Cagliari. Em 1905, obteve uma licença em física e matemática, um diploma superior que a habilitava a lecionar em escolas primárias. Após a morte do pai, mudou-se com a mãe para Pavia, onde se formou em Ciências Naturais na universidade local em 1907. Seu irmão Efisio era professor de química. Em 1915, obteve a livre docência em botânica, tornando-se a primeira mulher na Itália a conseguir tal título nessa disciplina.
Durante a Primeira Guerra Mundial, Eva ingressou na Cruz Vermelha Italiana como enfermeira. Por estas atividades recebeu a Medalha de Prata da Cruz Vermelha e a Medalha de Bronze do Ministério do Interior italiano.
Em 1920, Eva e seu marido, o agrônomo Mario Calvino, deixaram a Itália e foram para Cuba, onde ela dirigiu o departamento de botânica da Estação Experimental Agronômica de Santiago de Las Vegas. Junto com o marido, também fundou uma escola para filhos de camponeses e a revista La Chaparra Agricola.
O casal retornou à Itália em 1925 e se estabeleceu em Sanremo, onde Eva foi convidada a dirigir a recém-criada Estação Experimental de Floricultura "Orazio Raimondo". De 1926 a 1929, dirigiu o Jardim Botânico da Universidade de Cagliari, retornando posteriormente a Sanremo para trabalhar na estação dirigida pelo marido.
Eva foi professora de botânica na Universidade de Cagliari e atuou na Estação Experimental de Floricultura de Sanremo até sua aposentadoria. Por seu trabalho na proteção das aves, é considerada a "primeira e única mulher" do movimento de conservação da natureza entre as duas guerras mundiais. Ao longo da vida, Eva publicou cerca de 200 artigos tratando de botânica, bem como de fisiologia vegetal, liquenologia, micologia e depois genética aplicada a plantas ornamentais, fitopatologia e floricultura. Foi também cofundadora da Società italiana amici dei fiori (Sociedade Italiana dos Amigos das Flores) e do jornal Il Giardino Fiorito, que codirigiu de 1931 a 1947.
Eva e Mario Calvino tiveram dois filhos: o escritor Italo Calvino (1923-1985) e o geólogo Floriano Calvino (1927-1988).

## Morte
Eva morreu em Sanremo, em 31 de março de 1978, aos 92 anos.